# لواء الحسينية
لواء الحسينية لواء يقع في محافظة معان في الأردن. يتبع اللواء لمحاظفة محافظة معان التي تضم 4 ألوية. يقدر عدد سكانه بـ 17323 نسمة حسب إحصاء 2015.

## الوصلات الخارجية
- دائرة الاحصاءات العامة